# 杭州公交
杭州公交是服务于中华人民共和国浙江省杭州市的公共汽（电）车系统。其第一条线路（现7路）于1922年开通。截至2021年9月，全系统共开通运营一千三百余条线路，形成由杭州市公共交通集团有限公司及其子公司运营的，覆盖杭州市十城区的公交网络。此外，亦有开行连接海宁、德清、绍兴等周边县市的跨市线路。

## 运营线路

### 常规线路

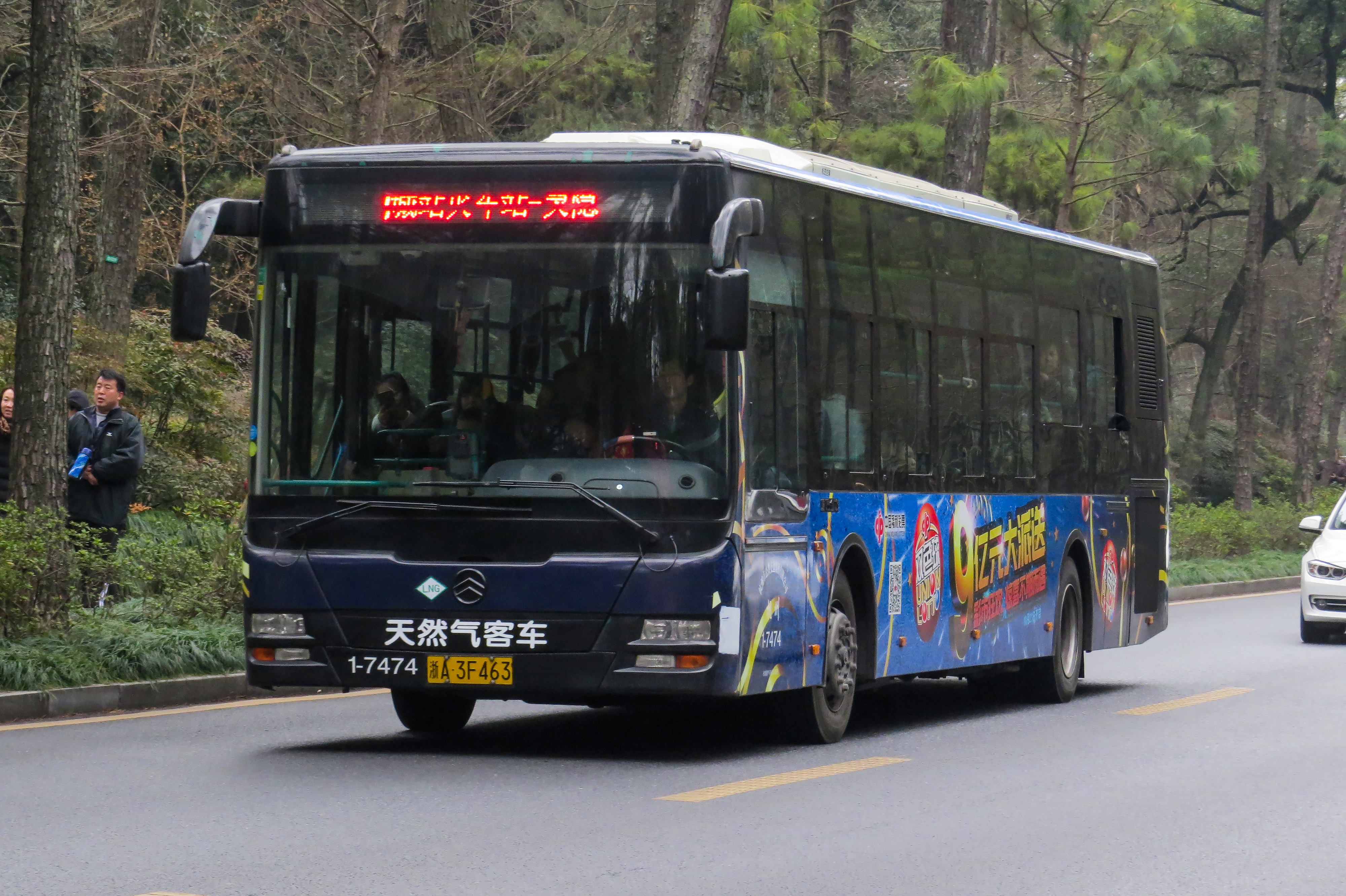
7路，一条典型的主城区常规线路。

常规公交是杭州公交的主要部分，依线路开行区域和等级分别使用不同位数编码。其中，主城区、主城－其他城区及城区－乡镇连接线路使用900以内的数字编码。其余乡镇二级线路等以“2”、“3”字头的四位数编码表示。
截至2025年3月，除K155路外，常规线路均不含西文字母前缀。而支线、区间线等衍生线路，则由字母后缀或“区间”等字样分辨。

### 社区微公交

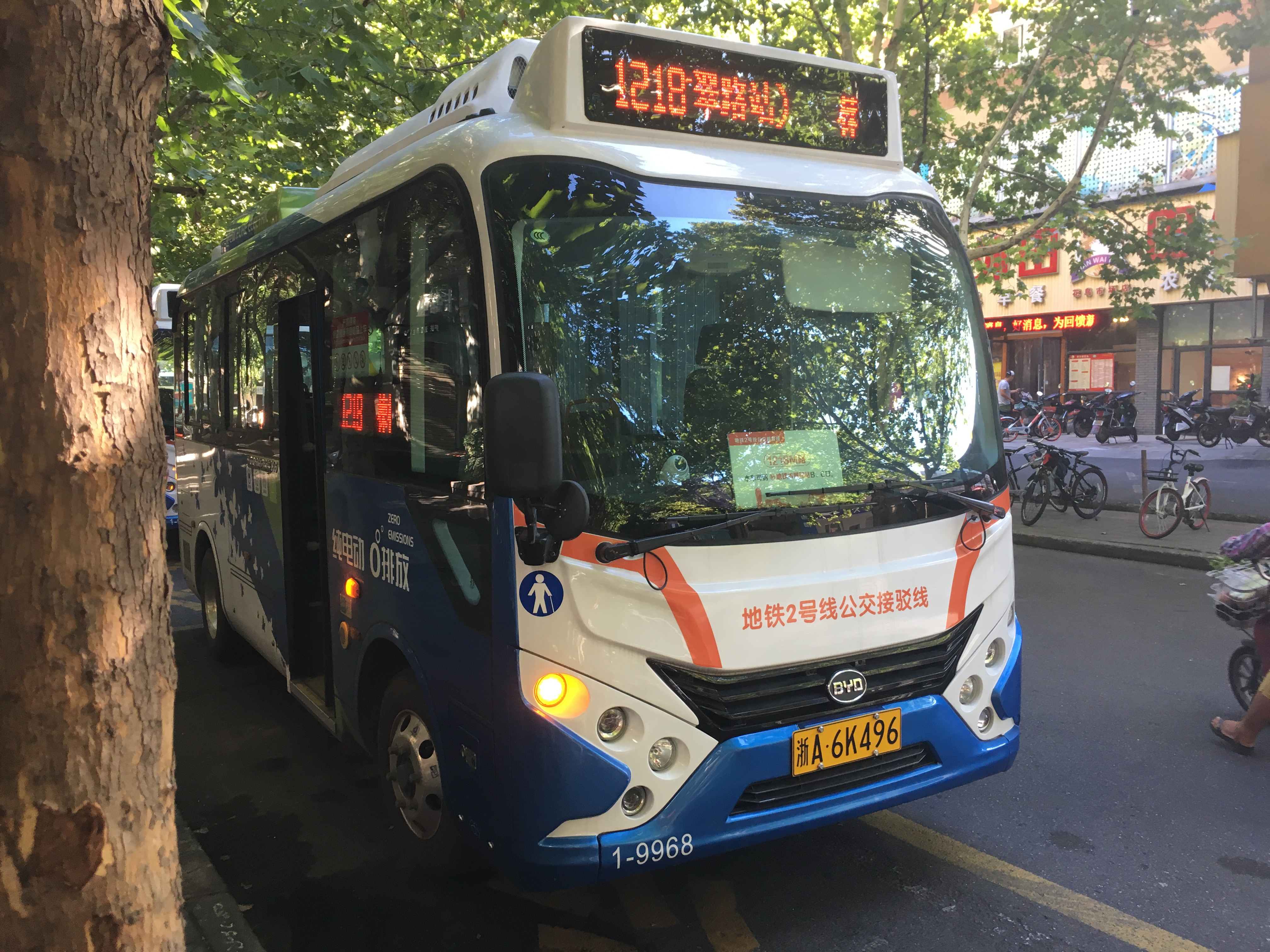
1218路，一条社区微公交兼地铁接驳线路。

社区微公交主要运行于杭州市主城区范围内。其特点是经由支小路运行，并在路幅较窄、客流较集中的路段设置招手即停和招呼站的非固定站点停靠方式，便宜乘降。该部分线路编码为1000－1999。一些微公交线路仅在工作日或者高峰时段发放班次。

### 地铁接驳线
由于杭州地铁已于2020年底通达全部市辖区，大部分城区常规线路可以接驳至少一个地铁站。因此，地铁接驳线多包含于常规线路与社区微公交，其概念有所淡化。惟运营方需体现某线路具备其所称的便利快捷之特性时，方以后缀“M”（英文“Metro”缩写）和车头涂装辅之。然而，地铁接驳线均难覆盖地铁服务时间，班次密度亦各自有别。

### 公交快线、高峰线路
公交快线大多途经城市快速路行驶，并减少沿途停站数量。在编码方面，一些线路使用后缀“快线”，另一些则仅在站牌上标出。部分线路仅在早晚高峰运行，亦属于高峰线路。
高峰线路则是只在早、晚高峰时间内运营的公共交通线路，绝大部分仅限工作日开行，节假日停驶。该类线路使用“7”字头四位数号段，使用绿色底色站牌。

### 夜间线路
杭州的主城区、萧山、余杭、富阳、临安均有夜间公交线路，使用“8”字头四位数号段和蓝色底色站牌，共有30余条。主城区之夜间线路仅覆盖主城区部分区域，且罕有后半夜开行的线路。

### 专线
2014年12月29日，杭州历史上首趟定制公交从丁桥发车开往节能公司（单向），单趟车票14元，车程约70分钟。预订的乘客共有22人，实际乘车人数有16人，达到了上座率需要6成的要求。
2015年1月5日，第二条定制公交（振华路东口来回崇贤港口）开通，与此同时第一条定制公交线因上座率不足被迫停驶，引发了市民对“定制公交是否定价过高”的讨论。
此后，杭州公交又先后实施过多种定制公交形式，包括但不仅限于“银联春游定制线”（后改名“旅游定制线”）、“网易心享巴士”等。

## 设施

### 车辆
| 目前使用车型 |                        |      |          |              |          |
| 车型品牌     | 车型名称               | 图片 | 车身长度 | 供能方式     | 别称     |
| 青年         | JNP6120LGEV1           |      | 12m      | 接触网及电池 | 二代电尼 |
| 青年         | JNP-WG120G             |      | 12m      | 接触网及电池 | 三代电尼 |
| 比亚迪       | K6                     |      | 6m       | 电池         |          |
| 比亚迪       | K6F                    |      | 7m       | 电池         |          |
| 比亚迪       | K6S                    |      | 7m       | 电池         |          |
| 比亚迪       | K7                     |      | 8m       | 电池         |          |
| 比亚迪       | K9A                    |      | 12m      | 电池         |          |
| 比亚迪       | K9F（第一代）          |      | 12m      | 电池         |          |
| 比亚迪       | K9F（第二代）          |      | 12m      | 电池         |          |
| 比亚迪       | K9FE                   |      | 12m      | 电池         |          |
| 上汽万向     | SWB6121EV60（第一代）  |      | 12m      | 电池         | 葱头     |
| 上汽万向     | SWB6121EV60（第二代）  |      | 12m      | 电池         | 葱头     |
| 上汽万向     | WXB6121GEV2 （第一代） |      | 12m      | 电池         | 8系      |
| 上汽万向     | WXB6121GEV2 （第二代） |      | 12m      | 电池         | 剑猫     |
| 宇通         | ZK6126BEVGS5A          |      |          | 电池         | 大红豆   |

#### 过去使用车型

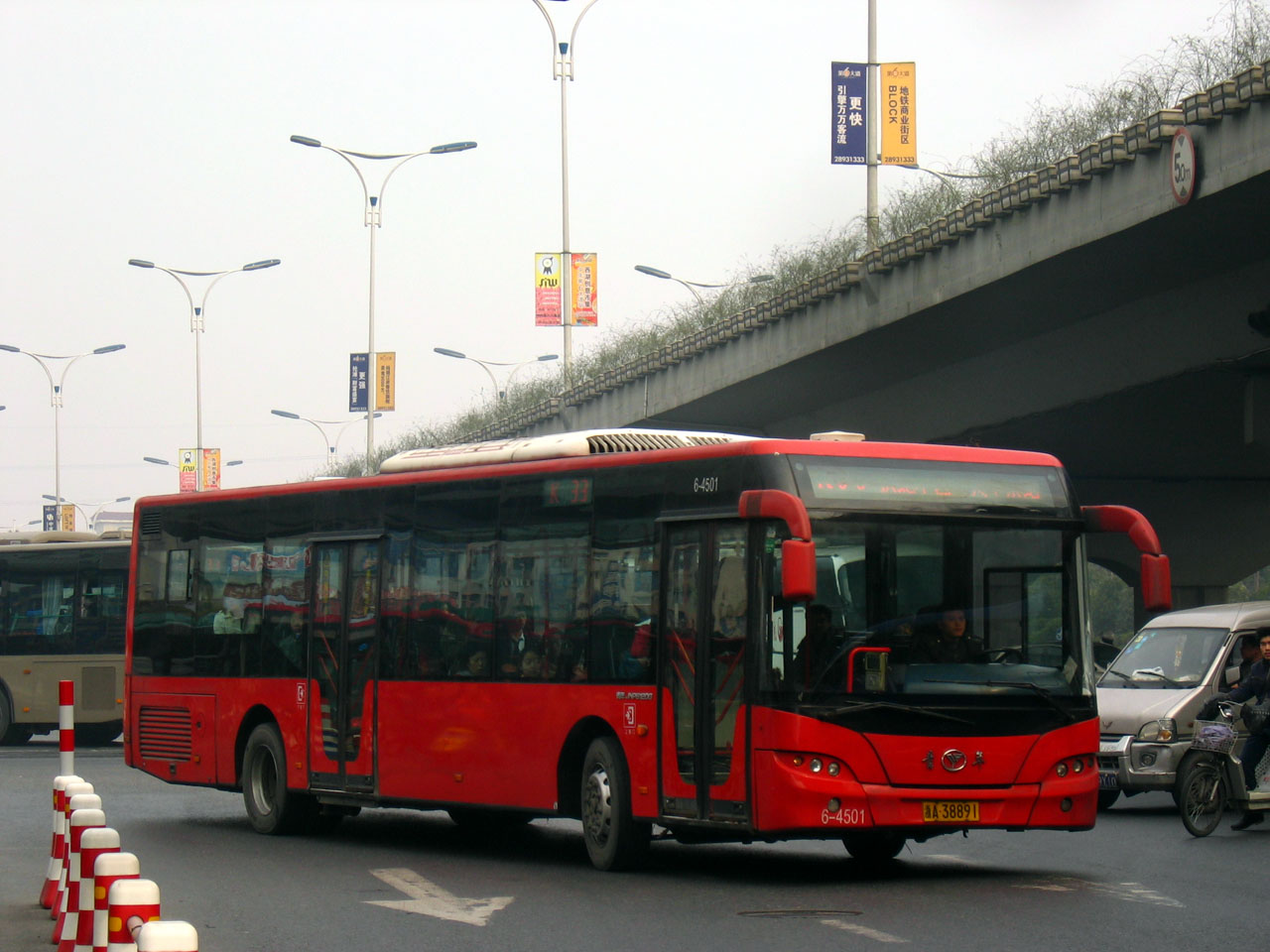
青年 JNP6120G
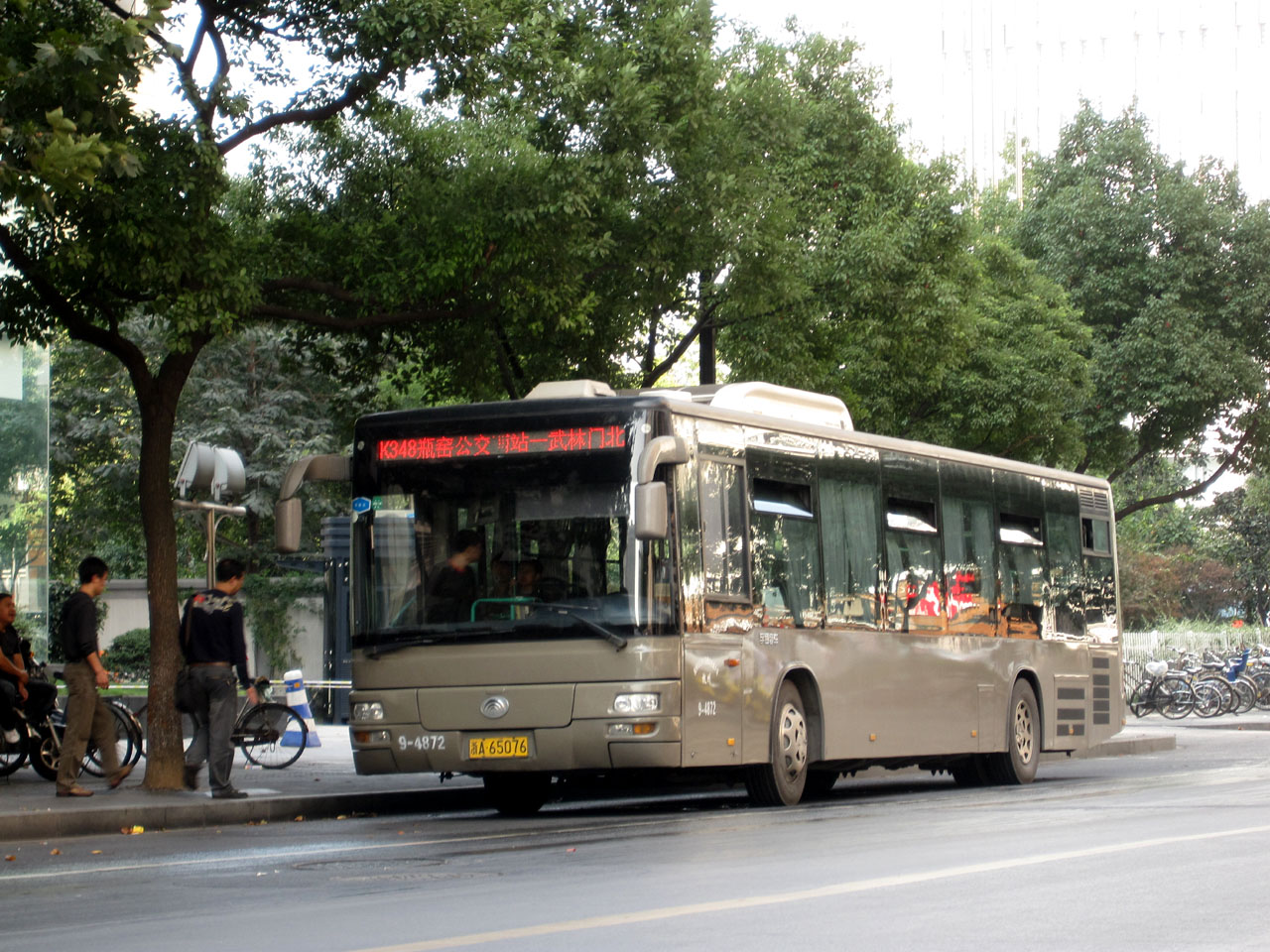
宇通 ZK6128HGA
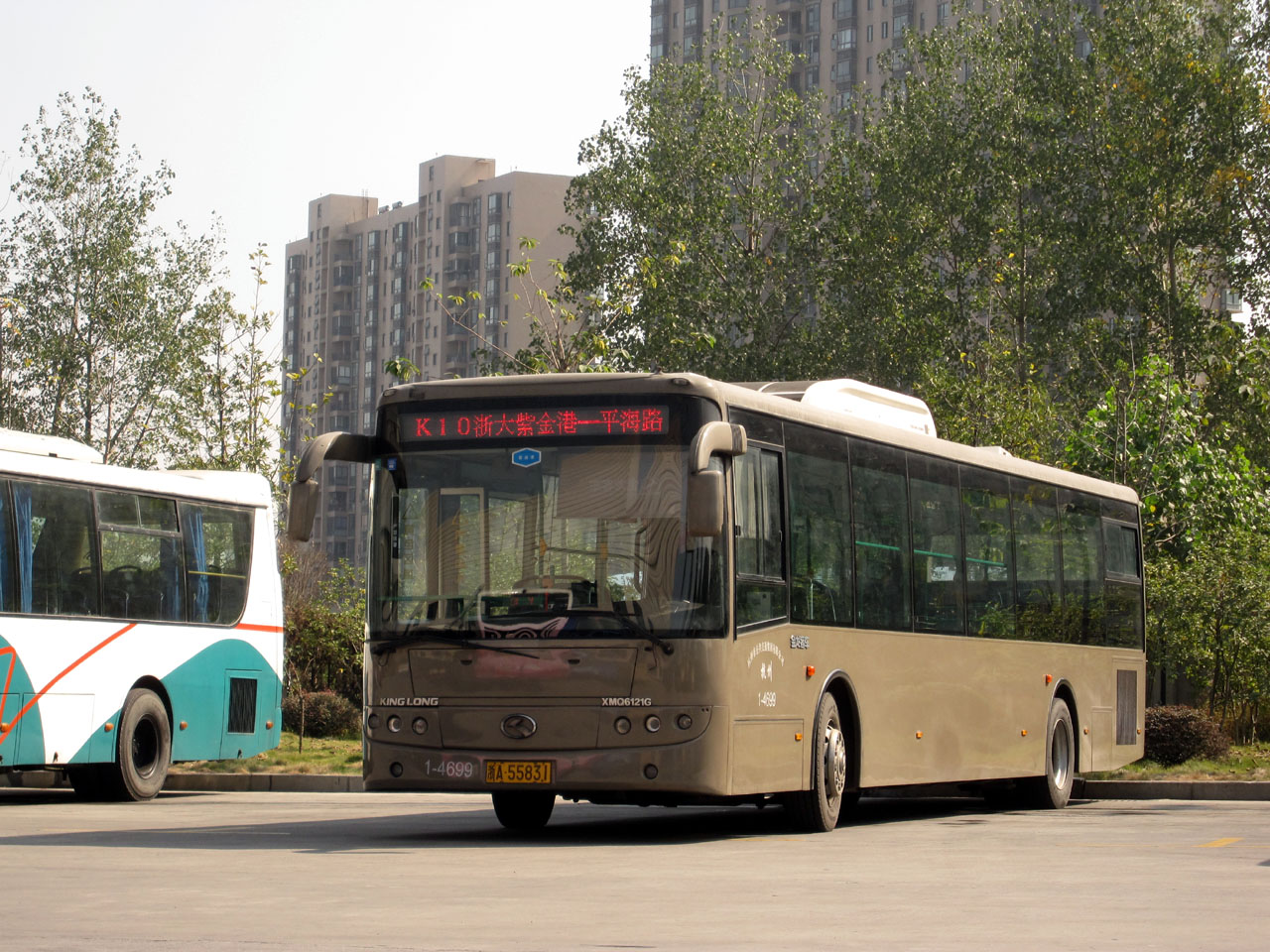
金龙 XMQ6121G
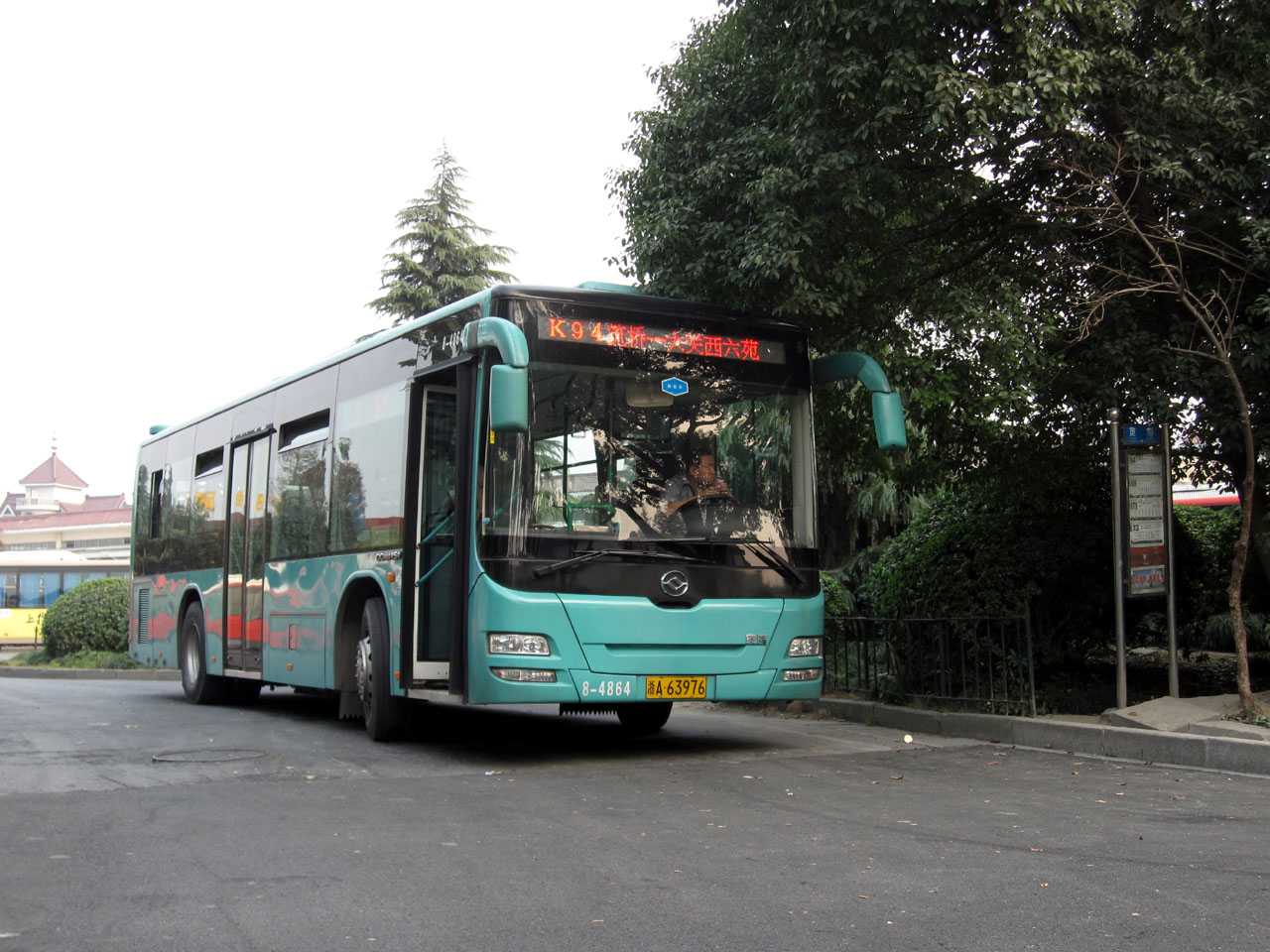
黄海 DD6109S02
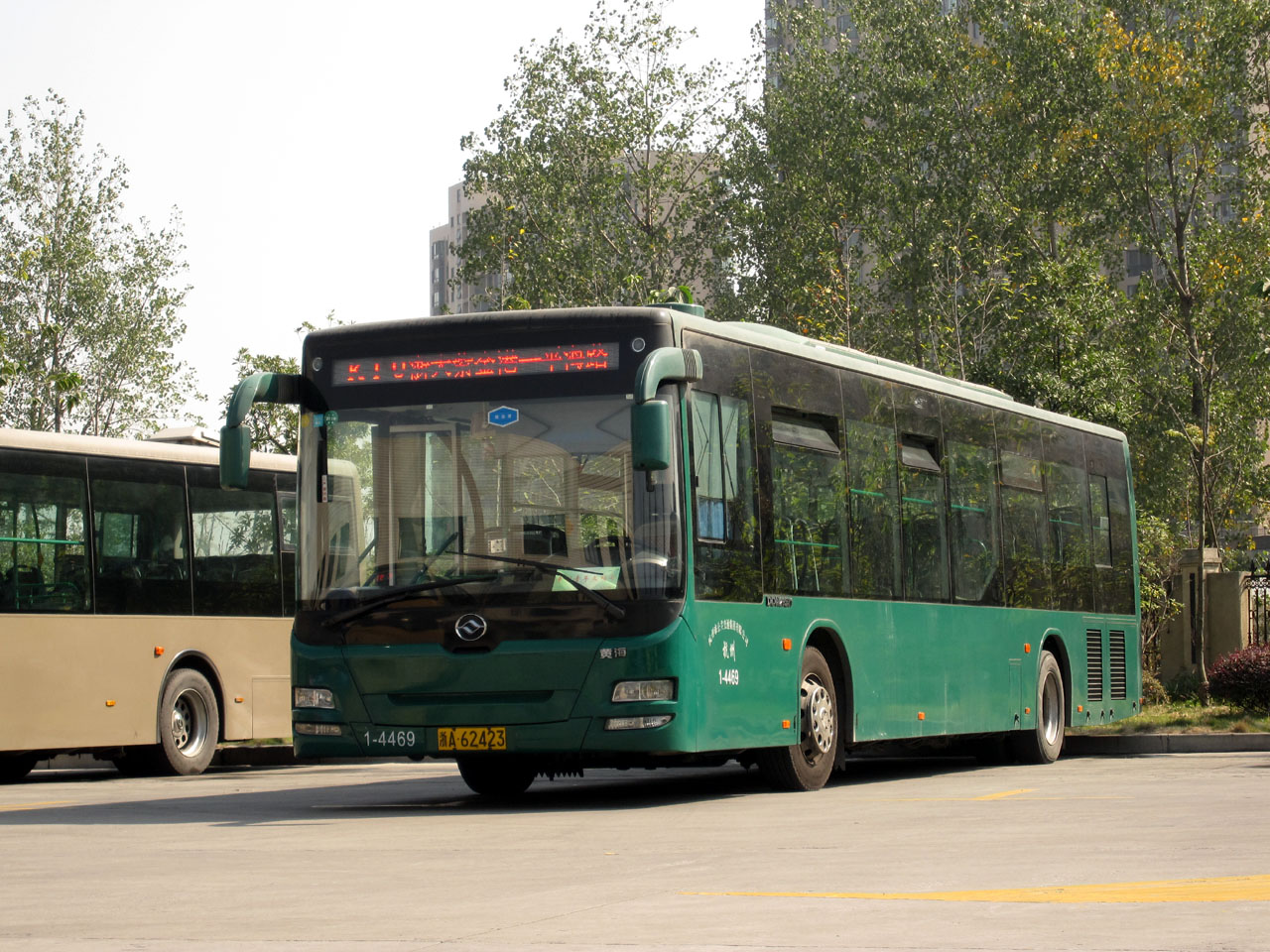
黄海 DD6129S17
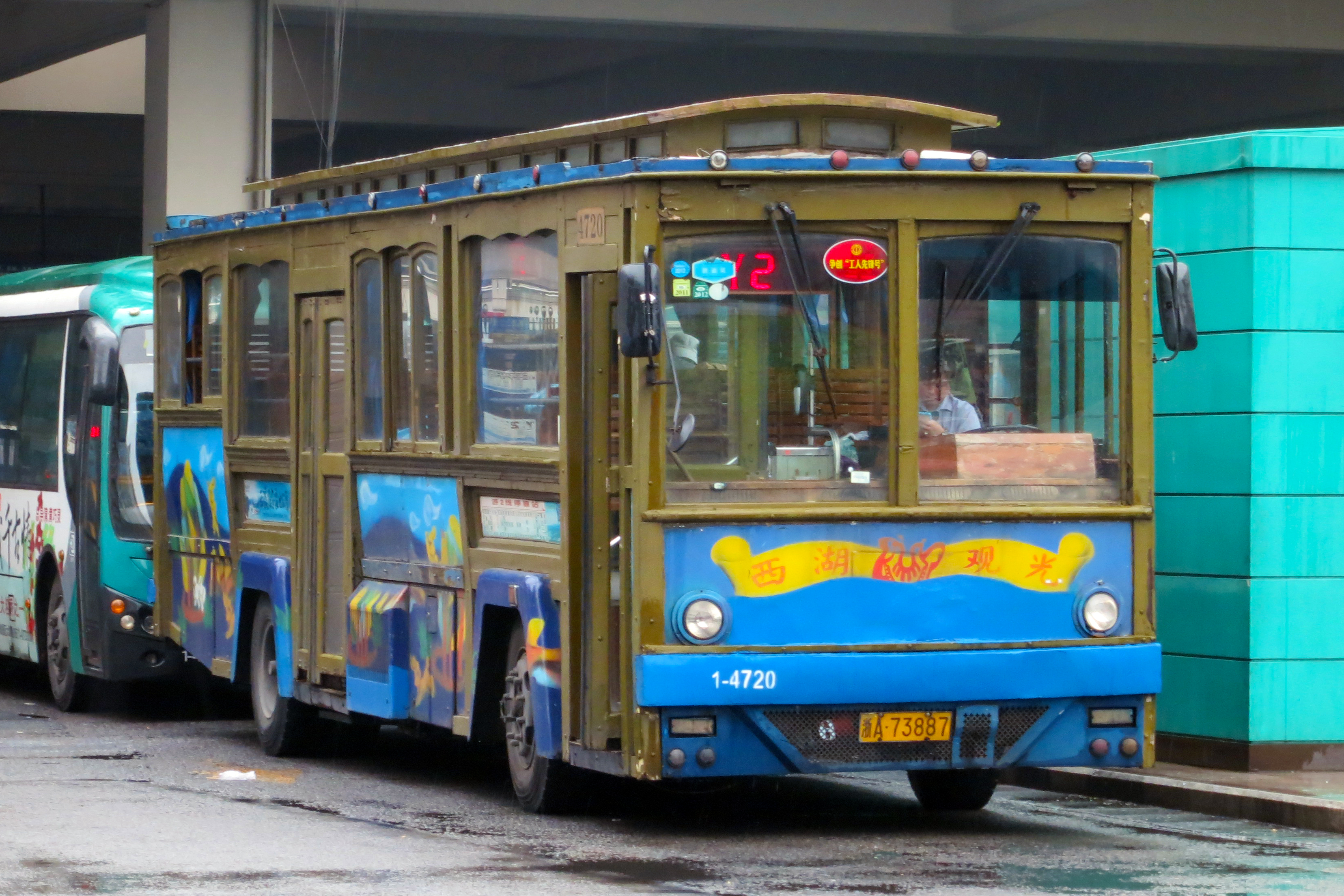
黄海 DD6112H8F
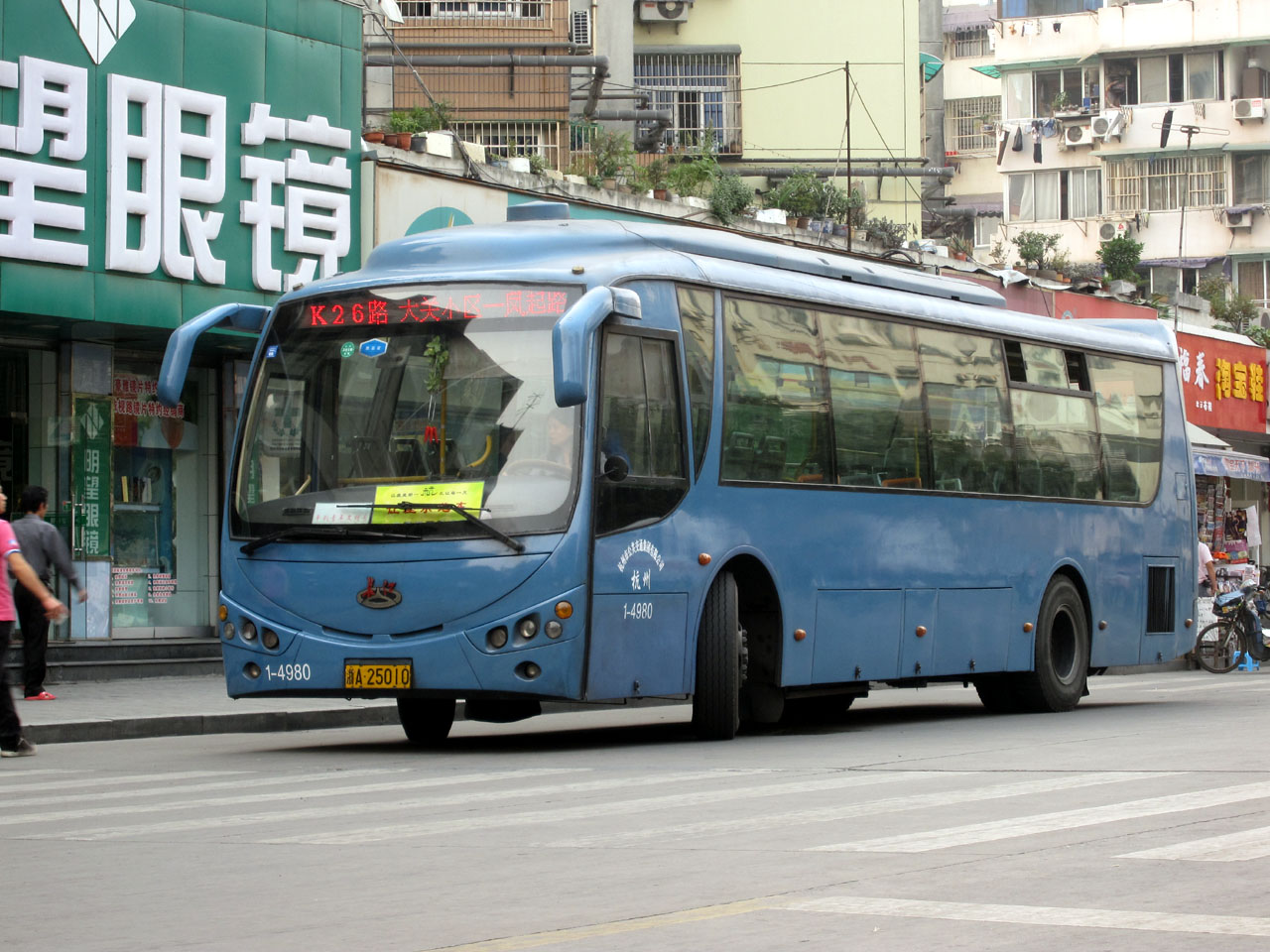
长江 CJ6101G7C13HK
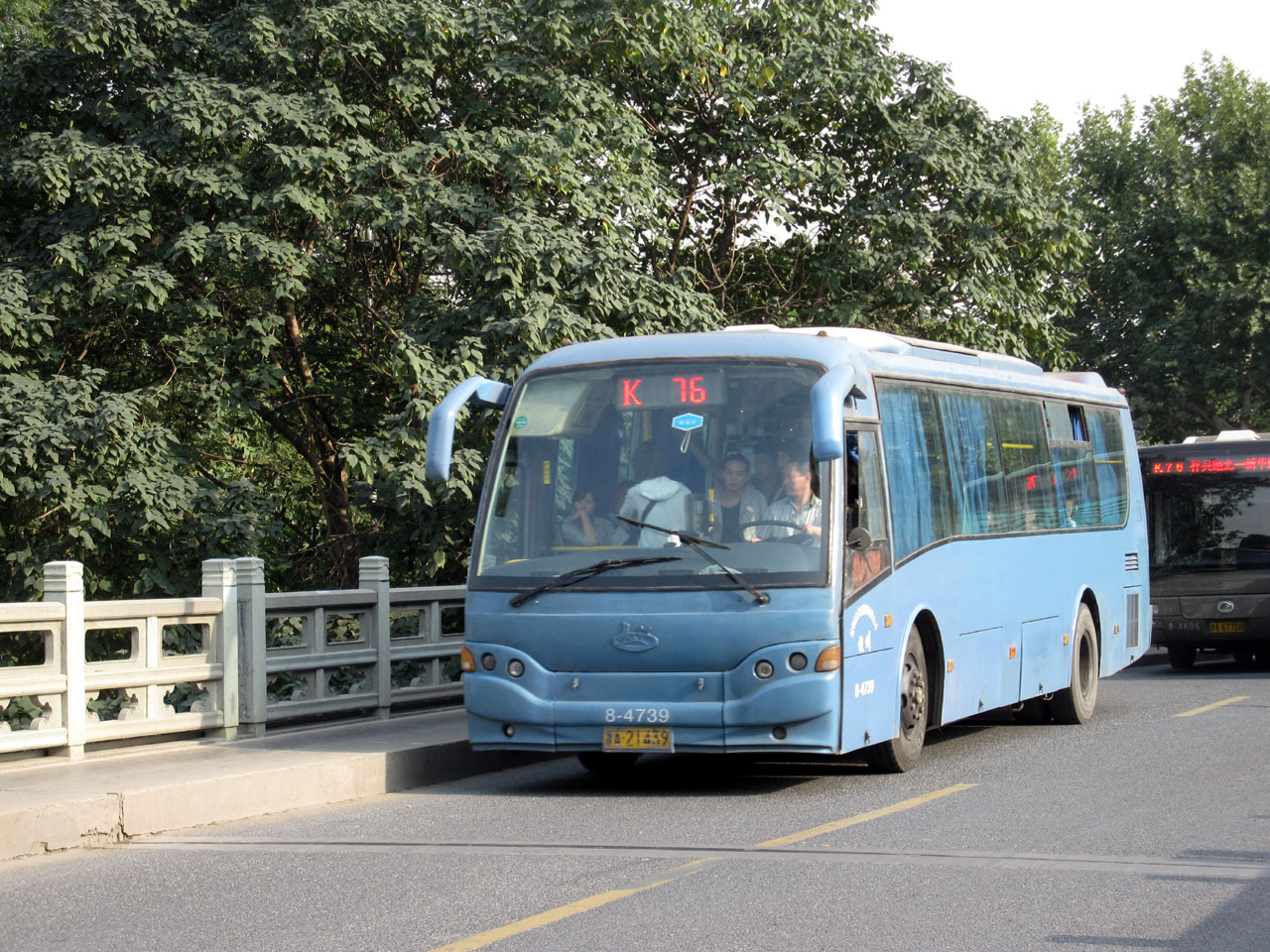
长江CJ6101G2C11HK
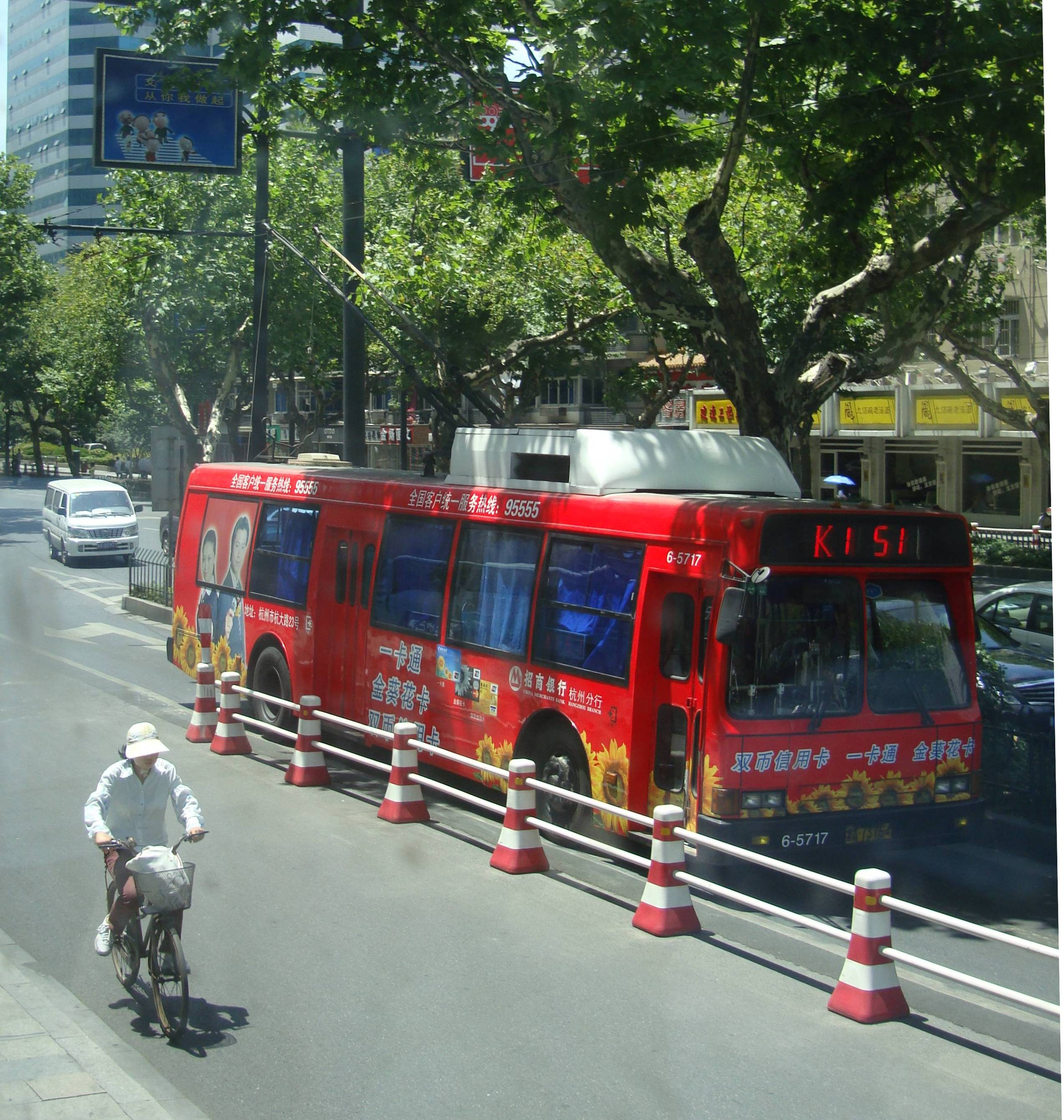
长江 CJWG110
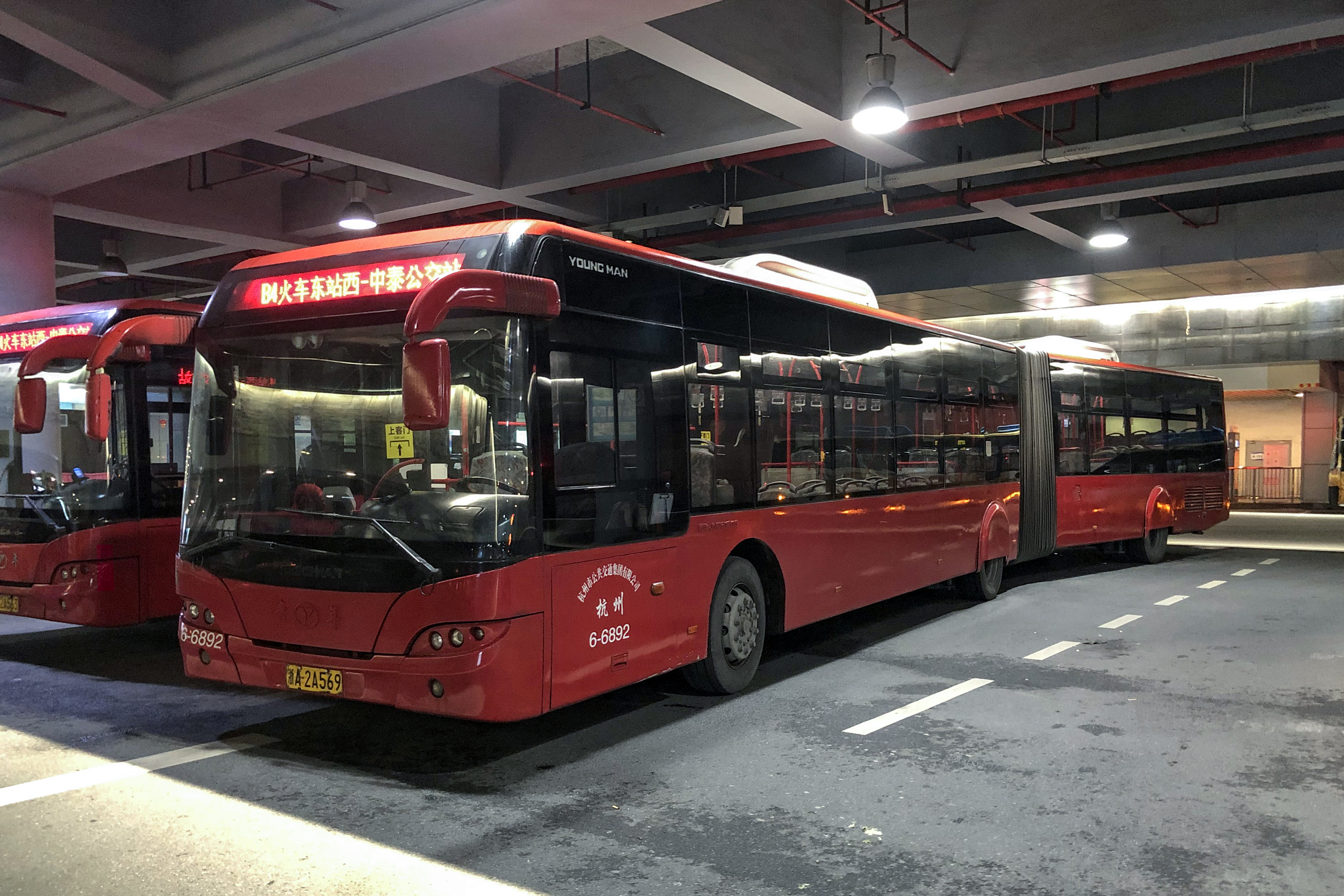
青年 JNP6180G
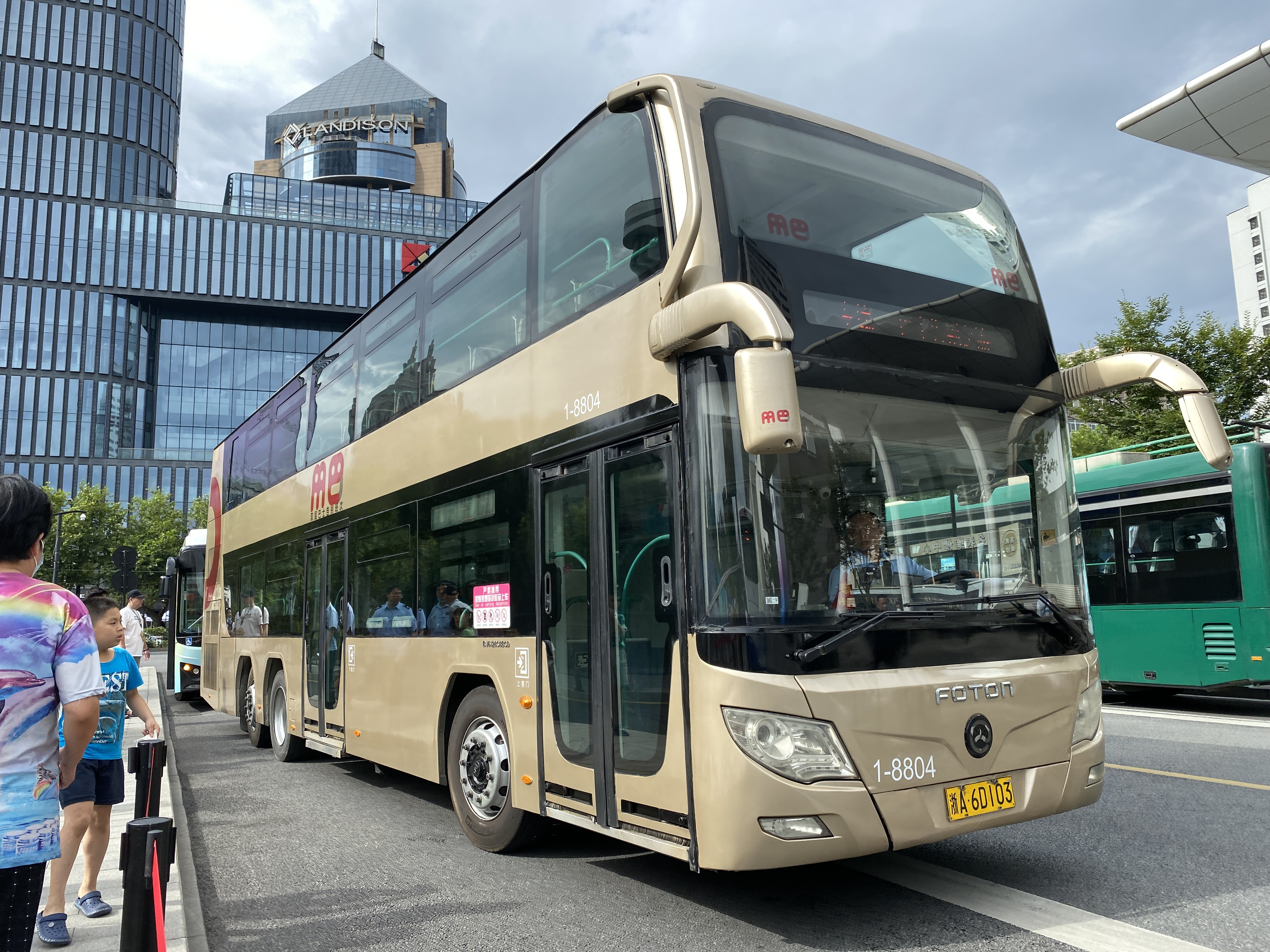
福田 BJ6128C8BCD

#### 车辆自编号含义
杭州公交集团下属运营车辆自编号标识结构为X-XXXX，X为0-9的阿拉伯数字。
下表显示为自编号前缀，为运营分公司代码。删除线代表已停止运营的分公司。
| 运营分公司 | 车辆自编号样式 |
| 一分公司   | 1-XXXX         |
| 二分公司   | 2-XXXX         |
| 三分公司   | 3-XXXX         |
| 电车公司   | 6-XXXX         |
| 六分公司   | 7-XXXX         |
| 五公司     | 8-XXXX         |
| 余杭公司   | 9-XXXX         |
| 富阳公司   | 12-XXXX        |
| 下沙公司   | 15-XXXX        |
| 临安公司   | 16-XXXX        |
| 萧山公司   | 17-XXXX        |
| 自行车公司 | 5-XXX          |
| 修理公司   | 4-XXX 26-XXX   |
| 培训中心   | 23-XXX         |

余杭公交公司（9-XXXX）的部分车辆自编号数字与车牌号的数字相同。
下表显示为现行自编号后前缀，为车辆代码。注：仅供参考，实际不完全相符。富阳及临安公交一体化后，因线路众多、车型繁杂且考虑原有公司架构而分配自编号，故该表对富阳公交（12-）、临安公交（16-）车型不适用。
| 自编号样式 | 含义                                                            |
| 05XX-09XX  | 8米、9米、10米、12米级空调车                                    |
| 29XX       | 12米级油电混合动力客车，8米级天然气客车                         |
| 40XX-49XX  | 10米、12米级空调车，12米级油电混合动力客车，12米级商务客车      |
| 53XX-55XX  | 10米、12米级天然气客车（主要服务于萧山公交）                    |
| 58XX-59XX  | 12米级空调电车                                                  |
| 68XX-69XX  | 18米级BRT专用铰接空调车                                         |
| 70XX       | 8米级天然气客车（主要服务于余杭公交），10米级气电混合动力车     |
| 73XX-79XX  | 12米级油电混合动力车，8米、9米、10米、12米级天然气客车          |
| 80XX       | 12米级天然气城郊车（主要服务于萧山公交）                        |
| 80XX-81XX  | 8米、10米、12米级气电混合动力车（主要服务于萧山公交和余杭公交） |
| 88XX       | 12米级空调天然气双层客车                                        |
| 95XX-99XX  | 6米、8米、12米级纯电动客车                                      |

下表显示为历史上使用过的自编号后前缀，为车辆代码。
| 自编号样式 | 含义                                                                  |
| 9XX        | 6米级空调车                                                           |
| 00XX-02XX  | 8米级普通车                                                           |
| 05XX-09XX  | 8米、9米、10米、12米级空调车                                          |
| 21XX-29XX  | 8米、9米、10米、12米级空调车，12米级油电混合动力客车，8米级天然气客车 |
| 30XX       | 煤气普通车、6米级柴油客车                                             |
| 35XX       | 小区巴士                                                              |
| 40XX-49XX  | 10米、12米级空调车，12米级油电混合动力客车，12米级商务客车            |
| 50XX       | 11米、12米级普通电车                                                  |
| 55XX-57XX  | 12米级空调电车                                                        |
| 60XX       | 16米级普通汽油铰接车                                                  |
| 69XX       | 18米级BRT专用铰接空调车                                               |
| 70XX       | 16米级普通汽油铰接车                                                  |
| 80XX       | 双层普通客车                                                          |
| 81XX       | 16米级柴油铰接车                                                      |
| 90XX-92XX  | 16米级铰接普通电车                                                    |

#### 车辆品牌
有以下品牌但不限于
- 长江（CJ，CJWG）
- 先飞（HZ，HZWG，HZG）
- 东风（DHZ）
- 上海（SK）
- 黄海（DD）
- 青年（JNP）
- 宇通（ZK）
- 金龙（XMQ）
- 金旅（XML）
- 苏州金龙（KLQ）
- 金陵（JLY）
- 沈飞（SFQ）
- 万象（SXC）
- 中通（LCK）
- 友谊（ZGT）
- 大宇（GDW）
- 百路佳（JXK）
- 福田（BJ）
- 中通（LCK）
- 比亚迪（CK）

#### 无轨电车型号
- 长江牌
  - CJWG110（别称：福宝电车）
  - CJWG110加空调版
  - CJWG110K（别称：大头福宝）
  - CJWG150（别称：子弹头电车）
  - CJWG150加空调版（别称：9301。仅9301号车一辆）
- 上海牌
  - SKD663
  - SK561
  - SH562GP
- 杭州牌
  - HZ561
- 先飞牌
  - HZGD70C
  - HZWG110
- 南京牌
  - NJ663
- 京一牌
  - BK540
- 青年牌
  - JNP6120BEV1

### 车辆停保设施
- 阮家桥停保基地（一公司）
- 振华路停车场（一公司）
- 七堡停车场（二公司）
- 华丰停车场（综合停车场，三公司和五公司为主）
- 三墩停保基地（电车公司）
- 凌家桥停车场（六公司）
- 浦沿停保基地（六公司）
- 之江停车场（六公司）
- 九和路停车场（五公司）
- 临平片区停保基地（余杭公司）
- 塘栖圆满路停车场（余杭公司）
- 通义停保基地（余杭公司）
- 学源街停车场（钱塘公司）
- 下沙停保基地（钱塘公司）
- 江东公交站（钱塘公司）
- 湘湖停车场（萧山公司）
- 城南停车场（萧山公司）
- 金山停车场（萧山公司）

## 车资
大多数巴士全程一票制，所有线路均采用空调车运营，大多数空调车价格在1-6元间。较长线路车资可能会有所提升，车资为4-36元不等，部分长线还实行分段计价。目前杭州范围内所有线路（含分段计价线）均为无人售票。
2017年5月23日起，杭州公交和支付宝、中国银联合作，在主城区的近5000辆公交车推广移动支付，支持杭州通支付宝公交卡二维码扫码支付、金融IC卡以及Apple Pay等银联云闪付方式。

### IC乘车卡
杭州公交可使用杭州通卡乘车，并享有优惠。从2020年1月15日起，全国所有交通联合卡可在杭州公交使用。

### 换乘优惠
自2015年10月（公交间换乘）/12月（公交地铁换乘）起，持有公交IC卡(包括杭州通卡、开通公交功能的市民卡)的乘客，在3-90分钟内(公交车从第一次刷卡开始计时，地铁从出站闸机刷卡开始计时)，使用同一张公交IC卡刷卡换乘市公交线路和地铁线路,在享受现有优惠幅度的基础上，按所持公交IC卡享受1次换乘优惠。使用成人优惠卡、学生优惠卡和老人优惠卡，换乘最高优惠1元；使用普通卡、杭州通卡、Z卡或市民卡，换乘最高优惠2元。换乘车辆实际票价超过最高优惠额的补差价，低于或相等的免费乘坐。投币乘客、只采用地铁单种交通方式出行的乘客，不享受换乘优惠。原季节性降价优惠自该年10月起废止。